# Epomophorus minor
Epomophorus minor es una especie de murciélago de la familia Pteropodidae.

## Distribución geográfica
Se encuentra en Zambia, Tanzania Mozambique y Kenia.